# 圣约翰环形山
圣约翰环形山（St.John）是月球背面赤道区一座古老的大撞击坑，约形成于早雨海世，其名称取自美国天文学家查尔斯·爱德华·圣约翰（Charles Edward St. John，1857年-1935年），1970年被国际天文学联合会批准接受。

## 描述
该陨坑西南偏西坐落着巨大的门捷列夫环形山；西侧毗邻格劳勃陨石坑；科尔许特环形山位于它的东北；东南偏东坐落着米尔斯陨石坑；东南和南面则分别为亨德森陨石坑和舒斯特环形山。米尔斯陨石坑的中心月面坐标为10°04′N 149°59′E / 10.07°N 149.98°E，直径66.7公里，深度2.75公里。
圣约翰环形山是一座被严重侵蚀和磨损的陨石坑，现仅成为月表上一处凹凸不平的洼地，除外侧壁投射的阴影外，几乎与周边背景地貌没有区别。
坑内底表崎岖不平，覆盖有门捷列夫环形山形成时溅射出的岩石，坑底中心偏南是一串三座小陨坑组成的链坑。

## 卫星陨石坑
按惯例，最靠近圣约翰环形山的卫星坑在月图上以字母标注在该坑中心点的旁边。
| 圣约翰 | 纬度    | 经度     | 直径    |
| ------ | ------- | -------- | ------- |
| A      | 12.4° N | 150.5° E | 16 公里 |
| M      | 7.5° N  | 150.1° E | 16 公里 |
| W      | 12.6° N | 147.0° E | 18 公里 |
| X      | 13.9° N | 147.4° E | 30 公里 |
| Y      | 13.8° N | 149.0° E | 21 公里 |

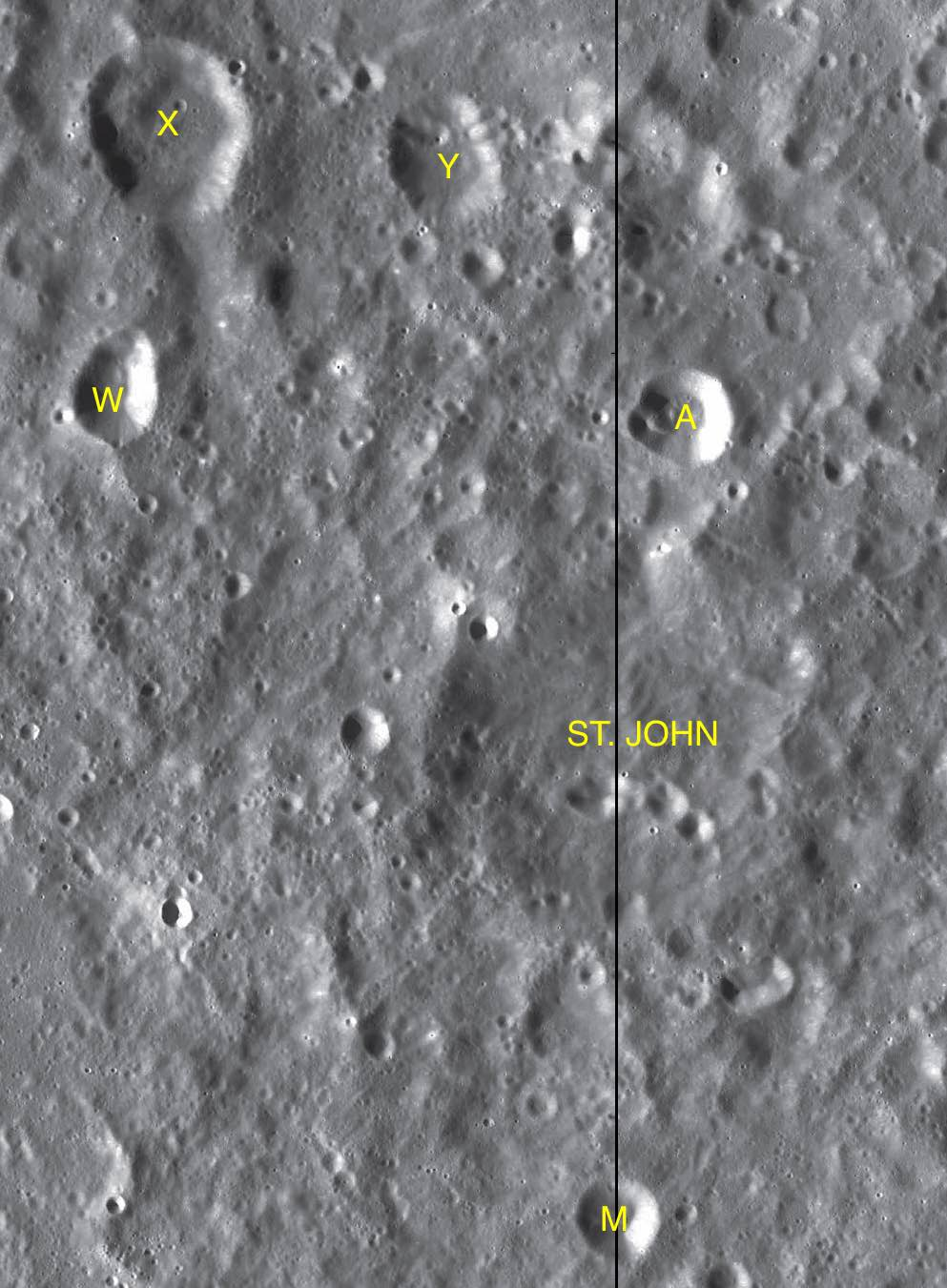
LAC-66和LAC-67拼接图

- 卫星坑圣约翰 W和圣约翰 X形成于早雨海世[1]。